# Gyula Juhász (historiador)
Gyula Juhász (Bia, 11 de septiembre de 1930–Budapest, 13 de abril de 1993) fue un historiador húngaro, miembro de la Academia de Ciencias de Hungría.
Juhász nació en una familia de campesinos. Fue crítico con la represión de la Revolución de 1956. En 1957, se graduó en Historia por la Universidad Eötvös Loránd de Budapest. Durante las décadas siguientes, hasta 1986, trabajó para el Instituto Histórico de la Academia Húngara de Ciencias. Desde 1986 hasta su muerte en 1993 fue director de la Biblioteca Nacional de Hungría. En 1985, fue nombrado miembro correspondiente de la Academia Húngara de Ciencias y en 1990 numerario.
Fue autor de obras como Hungarian Foreign Policy, 1919-1945 (1979, en inglés), Magyarorszag kulpolitikaja, 1919/1945 (1975), Uralkodó eszmék Magyarországon, 1939-1944 (1983) o A háború és Magyarország 1938-1945 (1986), entre otras. Era hermano del poeta húngaro Ferenc Juhász.